# Phymatopteris similis
Phymatopteris similis là một loài dương xỉ trong họ Polypodiaceae. Loài này được W.M.Chu ex P.S.Wang & X.Y.Wang mô tả khoa học đầu tiên năm 2001.
Danh pháp khoa học của loài này chưa được làm sáng tỏ. 